# Ryan Sharp
Ryan Sharp (Newtonhill, 29 aprile 1979) è un ex pilota automobilistico britannico, vincitore della Formula Renault Germania nel 2003 davanti a Lewis Hamilton e della Coppa europea turismo 2006.

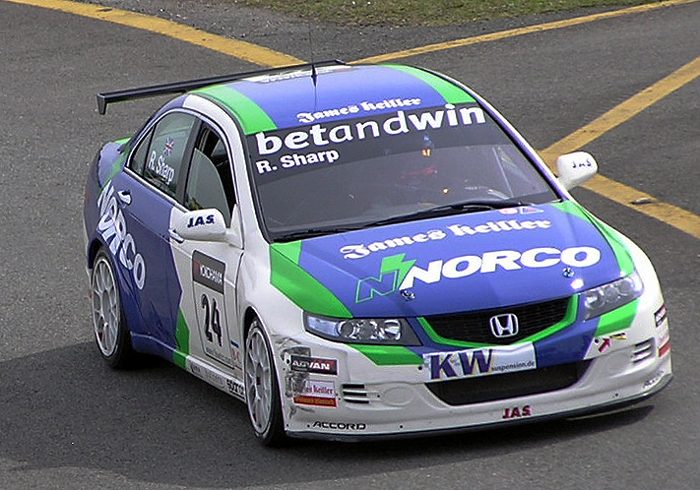
Ryan Sharp nel 2006 su Honda Accord Euro R

Nato nel 1979 a Newtonhill, ha gareggiato negli anni 2000 soprattutto nella categoria, formula, turismo ed endurance; durante la sua carriera, ha anche vinto Formula Ford scozzese nel 2001, ottenuto due secondi posti assoluti alla Formula Renault V6 Eurocup nel 2004 e al campionato FIA GT nel 2007 con la JetAlliance Racing. Dopo aver terminato la carriera da pilota, è diventato direttore della Hitech Grand Prix.

## Risultati

### GP2
| Anno | Scuderia | 1   | 2   | 3   | 4   | 5   | 6   | 7   | 8   | 9   | 10  | 11  | 12  | 13  | 14  | 15  | 16  | 17  | 18  | 19  | 20  | 21  | 22  | 23  | Punti | Pos. |
| ---- | -------- | --- | --- | --- | --- | --- | --- | --- | --- | --- | --- | --- | --- | --- | --- | --- | --- | --- | --- | --- | --- | --- | --- | --- | ----- | ---- |
| 2005 | DPR      | SMR | SMR | ESP | ESP | MON | EUR | EUR | FRA | FRA | GBR | GBR | GER | GER | HUN | HUN | TUR | TUR | ITA | ITA | BEL | BEL | BHR | BHR | 2     | 23º  |
| 2005 | DPR      | Rit | 14  | Rit | 16  | Rit | 9   | 9   | 19  | Rit | Rit | NC  | 11  | 13  |     |     |     |     |     |     |     |     |     |     | 2     | 23º  |

## Palmarès
- Formula Renault 2.0 Germania: 1
2003
- Coppa europea turismo: 1
2006[3]